# The Strange Door
 The Strange Door – amerykański film grozy z 1951 roku. Adaptacja opowiadania The Sire de Maletroit's Door autorstwa Roberta Louisa Stevensona

## Główne role[1]
- Charles Laughton – Alain de Maletroit
- Boris Karloff – Voltan
- Sally Forrest – Blanche de Maletroit
- Richard Stapley – Denis de Beaulieu
- William Cottrell - Corbeau
- Alan Napier – hrabia Grassin
- Morgan Farley – Renville
- Paul Cavanagh – Edmond de Maletroit
- Michael Pate – Talon
- Charles Horvath - Turec